# Paulette Schwartzmann
Paulette Schwartzmann (Kamenetz, 19 de novembre de 1894 – 1953?) fou una jugadora d'escacs letona-francesa-argentina.

## Biografia i resultats destacats en competició
Nascuda a Rússia, va emigrar a França al voltant de 1915. Va guanyar set cops el campionat de França femení (1927, 1928, 1929, 1931, 1933, 1935, i 1938), tot i que fou guardonada amb el títol només tres cops. Va esdevenir ciutadana francesa el 21 de desembre de 1932.
Va participar dos cops en el campionat del món d'escacs femení. El 1933, fou 6a a Folkestone (4t mundial femení; la campiona fou Vera Menchik). El 1939, empatà als llocs 9è-10è a Buenos Aires (7è mundial femení; la campiona fou Vera Menchik–Stevenson).
El setembre de 1939, quan va esclatar la II Guerra Mundial, Schwartzmann, juntament amb molts altres participants de la 8a olimpíada d'escacs va decidir de romandre permanentment a l'Argentina. Fou campiona femenina de l'Argentina els anys 1948, 1949, 1950 i 1952.